# Пронина, Надежда Петровна
Надежда Петровна Пронина (1924 — 18 января 1942) — советская разведчица, погибшая при выполнении задания.

## Биография
Родилась в 1924 году в Курской губернии, в деревне Липовской. Была самой младшей дочерью в семье. В её детские годы семья переехала в Подольск. Училась в школе № 1, из-за болезни родителей оставила планы поступить в институт и пошла работать на Подольский механический завод. На заводе зарекомендовала себя идейной комсомолкой и ещё до начала войны её пригласили учиться в разведшколе.

### Великая Отечественная война
В сентябре 1941 года Надежда ушла на фронт в разведку 43-й армии. Девушка собирала разведданные в квадрате Малоярославец—Тарутино—Медынь—Калуга, неоднократно бывала в тылу. 17 января 1942 года в ходе выполнения очередного задания Надежду Пронину и Марию Синельникову схватили немцы и доставили в деревню Корчажкино Калужской области, где располагалась немецкая комендатура. Разведчицу пытали, утром 18 января вывели на окраину деревни и расстреляли. Местные жители похоронили разведчицу около сельской школы. В 1955 году Надежда Пронина была перезахоронена в братской могиле в посёлке Полотняный завод, имена погибших были установлены только в 1963 году, тогда на мемориальной доске появилось её имя.